# Bárbara Arenhart
Bárbara Arenhart (født 4 oktober 1986 i Novo Hamburgo) er en brasiliansk håndboldmålmand som spiller for RK Krim og for Brasiliens kvindehåndboldlandshold.
Arenhart var med til VM i håndbold 2013 (kvinder), hvor Brasilien vandt guld, og hvor Bárbara blev kåret som turneringens bedste målmand. 

Hun har tidligere spillet for BM Sagunto, Byåsen, Hypo Niederösterreich, HCM Baia Mare og Nykøbing Falster Håndboldklub.
Hun er kæreste med den brasilianske håndboldspiller Karoline de Souza.